# Tore Nilsen (calciatore 1962)
Tore Nilsen (14 settembre 1962) è un ex calciatore norvegese, di ruolo difensore.

## Carriera

### Club
Nilsen vestì la maglia del Vålerengen dal 1983 al 1987 e nel 1989.